# CODA (Nederlandse band)
CODA was een Nederlands muziekgroep op het gebied van progressieve rock.
De band ontstond tijdens de opname van het studioalbum Sounds of passion, waarbij Erik de Vroomen een aantal musici om zich heen verzamelde om dat album opgenomen en uitgevoerd te krijgen. Dat album was bedoeld als solotraject en De Vroomen begon met musici als Rick van der Linden, Johan Slager en René Creemer. Het leidde alleen tot demo’s. Ook Pierre van der Linden speelde nog een rol. Daarna bezweek de band onder de druk van commerciële belangen, aldus De Vroomen in 1995, wanneer een tweede album het levenslicht ziet, maar dan eigenlijk alleen als soloalbum. Daarna verdween De Vroomen geheel van het podium.
CODA kwam op op een tijdstip dat het hoogtepunt van de progressieve rock al achter de rug was door de invloed van punkmuziek.

## Discografie
- 1986: Sounds of passion
- 1996: What a symphony